# ألكسندر كليشينكو
ألكسندر كليشينكو (بالروسية: Клещенко, Александр Александрович)‏ (2 نوفمبر 1995 بفلاديقوقاز في روسيا - ) هو لاعب كرة قدم روسي في مركز الدفاع. لعب مع سبارتاك فلاديكافكاز ونادي كوبان كراسنودار وFC Alania-d Vladikavkaz ‏.

## روابط خارجية
- ألكسندر كليشينكو على موقع قاعدة بيانات كرة القدم.إي يو (الإنجليزية)
- ألكسندر كليشينكو على موقع Soccerway.com (الإنجليزية)
- ألكسندر كليشينكو على موقع عالم كرة القدم.نت (الإنجليزية)